# Milenko Babić
Milenko Babić (in serbo Миленко Бабић?; ...) è un ex cestista jugoslavo.

## Palmarès
- YUBA liga: 2

Partizan Belgrado: 1975-76, 1978-79
- Coppa di Jugoslavia: 2

Partizan Belgrado: 1979
IMT Belgrado: 1987
- Coppa Korać: 2

Partizan Belgrado: 1977-78, 1978-79